# Đảng dân chủ nông công Trung Quốc
Đảng dân chủ nông công Trung Quốc (tiếng Trung: 中国农工民主党, tức Trung Quốc nông công dân chủ đảng) gọi tắt là Nông công Đảng là một trong những đảng phái dân chủ của Cộng hoà nhân dân Trung Hoa, nằm trong liên minh chính trị do Đảng cộng sản Trung Quốc lãnh đạo nhằm xây dựng chủ nghĩa xã hội đặc sắc Trung Quốc. Nông công Đảng do tầng lớp trí thức trong phái tả của Quốc dân đảng Trung Quốc sáng lập như Đặng Diễn Đạt, Hoàng Kỳ Tường, Chương Bá Quân; đảng viên chủ yếu là trí thức trung và cao cấp trong ngành y dược.

## Lịch sử phát triển
Tháng 11 năm 1927, các đại biểu phát tả trong Quốc dân đảng Trung Quốc là Tống Khánh Linh, Đặng Diễn Đạt lấy danh nghĩa Uỷ ban hành động lâm thời Quốc dân đảng Trung Quốc đã ra Tuyên ngôn dân chúng về cách mạng Trung Quốc và thế giới.
Đầu năm 1928, các đại biểu phái tả trong Quốc dân đảng là Đàm Bình Sơn, Chương Bá Quân đã thành lập Đảng cách mạng Trung Hoa (Trung Hoa cách mạng đảng) tại Thượng Hải, Đặng Diễn Đạt làm tổng phụ trách.
Năm 1930, Đặng Diễn Đạt tại Thượng Hải chủ trì Hội nghị cán bộ toàn quốc lần thứ nhất, quyết định thành lập Uỷ ban hành động lâm thời Quốc dân đảng Trung Quốc. Đặng Diễn Đạt hy vọng ngoài hai đảng Cộng sản và Quốc dân đảng có thể hình thành lực lượng chính trị thứ ba để thành lập nước cộng hoà của giai cấp tư sản ở Trung Quốc, do đó Uỷ ban hành động lâm thời Quốc dân đảng Trung Quốc được coi là đảng thứ ba (sau Quốc dân đảng và Đảng cộng sản).
Ngày 29 tháng 11 năm 1931, Đặng Diễn Đạt bị Chính phủ Quốc dân đảng bí mật xử tử ở Nam Kinh. Từ đó đảng chuyển sang hoạt động bí mật.
Tháng 11 năm 1933, mười chín lộ quân ở Phúc Kiến phát động chính biến (tức Sự biến Phúc Kiến), Uỷ ban hành động lâm thời Quốc dân đảng Trung Quốc có tham gia. Tại Phúc Châu triệu tập Đại hội đại biểu lâm thời nhân dân toàn quốc Trung Quốc, Hoàng Kỳ Tường là chủ tịch đại hội đã tuyên bố thành lập Chính phủ cách mạng nhân dân của nước Cộng hoà Trung Hoa, Hoàng Kỳ Tường là một trong số 11 uỷ viên Chính phủ kiêm chủ nhiệm tham mưu Uỷ ban quân sự. Cuộc chính biến cuối cùng bị thất bại.
Ngày 10 tháng 11 năm 1935, Uỷ ban hành động lâm thời Quốc dân đảng Trung Quốc tại Cửu Long triệu tập Hội nghị cán bộ toàn quốc lần thứ 2, quyết định đổi tên đảng thành Uỷ ban hành động giải phóng dân tộc Trung Hoa, chủ trương các đảng phái liên hiệp kháng Nhật, bầu Hoàng Kỳ Tường làm thư ký uỷ ban trung ương.
Ngày 1 tháng 3 năm 1938, Uỷ ban hành động giải phóng dân tộc Trung Hoa triệu tập Hội nghị cán bộ toàn quốc lần thứ 3 tại Hán Khẩu, thông qua Chủ trương chính trị thời kỳ chiến tranh kháng Nhật, lấy đường lối và phương châm của Đảng cộng sản Trung Quốc làm phương châm hành động của toàn đảng, đồng thời tăng cường hợp tác với Đảng cộng sản. Hội nghị bầu Chương Bá Quân làm Tổng liên lạc, quyết định tổ chức các địa phương trong toàn quốc thành Tổ chức hậu phương và Tổ chức khu bị tạm chiếm, căn cứ tình hình thực tế để triển khai hoạt động.
Tháng 2 năm 1947, đảng triệu tập Hội nghị cán bộ toàn quốc lần thứ 4 tại Thượng Hải, đổi tên đảng thành Đảng dân chủ nông công Trung Quốc, bầu Chương Bá Quân làm chủ tịch uỷ ban chấp hành trung ương.
Tháng 9 năm 1949, đại biểu Nông công Đảng là Bành Trạch Dân, Quách Quan Kiệt, Lý Sĩ Hào tham gia Hội nghị khoá 1 Chính hiệp toàn quốc, tham gia soạn thảo Cộng đồng cương lĩnh, lãnh tụ đảng là Chương Bá Quân được bầu làm bộ trưởng Bộ Giao thông trong chính phủ.
Năm 1949 và 1951, Nông công Đảng lần lượt tổ chức Hội nghị cán bộ toàn quốc lần thứ 5 và 6.
Năm 1957 trong cuộc vận động Trăm hoa đua nở, đảng viên Nông công Đảng bị liệt vào phái hữu, trong đó có 10 người là: Hàn Triệu Ngạc, Chương Thân Phủ, Chương Bá Quân, Hoàng Kỳ Tường, Hoàng Hiện Phan, Lý Sĩ Hào, Lý Bá Cầu, Trương Vân Xuyên, Đặng Hạo Minh, Lý Thuật Trung.
Tháng 11 năm 1958, Hội nghị cán bộ toàn quốc đổi thành Đại hội đại biểu toàn quốc, Nông công Đảng tổ chức Đại hội đại biểu toàn quốc lần thứ 7.
Các năm 1979, 1983, 1988, 1992 và 1997, Nông công Đảng tổ chức Đại hội đại biểu toàn quốc lần thứ 8, 9, 10, 11 và 12.

## Nông công Đảng ngày nay
Đảng viên chủ yếu của Nông công Đảng là tầng lớp trí thức trung và cao cấp trong lĩnh vực y dược. Trừ Đài Loan, Tây Tạng, Nông công Đảng có tổ chức tại 30 tỉnh, khu tự trị và thành phố trực thuộc trung ương của Trung Quốc, số lượng đảng viên hơn 102000 người.
Cơ quan trung ương Nông công Đảng gồm có: Trụ sở chính, Bộ Tổ chức, Bộ Tuyên truyền, Bộ phục vụ tin tức, Bộ nghiên cứu điều tra, Uỷ ban nghiên cứu tư liệu lịch sử đảng. Cơ quan ngôn luận của đảng là tạp chí Tiền tiến luận đàn.

## Lãnh đạo
- Đặng Diễn Đạt (1930 - 1931)
- Hoàng Kỳ Tường (1931 - 1938)
- Chương Bá Quân (1938 - 1958)
- Bành Trạch Dân (1947 - 1956) (Chủ tịch uỷ ban giám sát trung ương)
- Quý Phương (1958 - 1987)
- Chu Cốc Thành (1987 - 1988)
- Lư Gia Tích (1988 - 1997) (một nhà hóa học hàng đầu của Trung Quốc)
- Tưởng Chính Hoa (1997 - 2007)
- Tang Quốc Vệ (2007 - 2012)
- Trần Trúc (2012 - 2022)[7]
- Hà Duy (2023 đến nay)